# Aphrocallistes intermedia
Aphrocallistes intermedia är en svampdjursart som beskrevs av Okada 1932. Aphrocallistes intermedia ingår i släktet Aphrocallistes och familjen Aphrocallistidae.
Artens utbredningsområde är havet kring Filippinerna. Inga underarter finns listade i Catalogue of Life.